# Verdello
Verdello (lombardul: Verdèl) település Olaszországban, Lombardia régióban, Bergamo megyében. Lakosainak száma 8108 fő (2023. január 1.). Verdello Arcene, Ciserano, Comun Nuovo, Levate, Pognano, Spirano és Verdellino községekkel határos.

## Népesség
A település lakossága az elmúlt években az alábbi módon változott:
| Lakosok száma | 8018 | 8082 | 8108 |
|               | 2017 | 2018 | 2023 |